# Pölchow
Pölchow (pol. Pilchów) – gmina w Niemczech,  w kraju związkowym Meklemburgia-Pomorze Przednie, w powiecie Rostock, wchodząca w skład urzędu Warnow-West.